# Huis Luxemburg

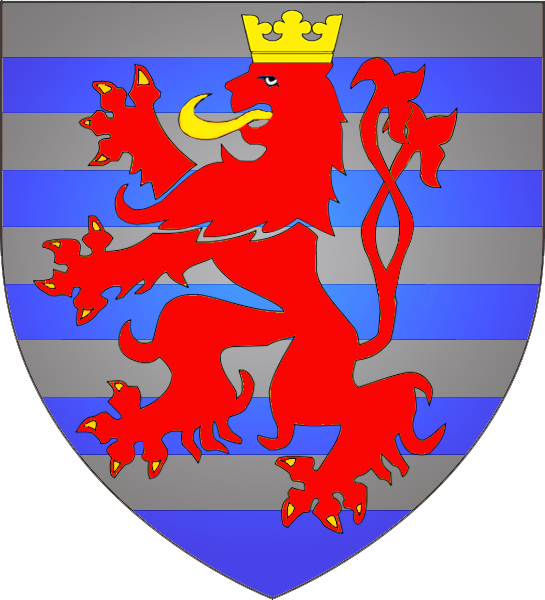
Familiewapen van het huis Luxemburg

Het huis Luxemburg, ook wel Limburg-Luxemburg, was een middeleeuwse adellijke familie ten tijde van het Heilige Roomse Rijk. Het vormde een zijtak van huis Limburg. In 1308 werd graaf Hendrik VII koning van Duitsland. Zijn zoon Jan van Luxemburg werd kort daarop (in 1310) gekroond tot koning van Bohemen.
De heerschappij van de dynastie werd twee keer onderbroken door de Wittelsbachs. Met de dood van Sigismund van Luxemburg stierf de dynastie uit en werd opgevolgd door de Habsburgers.
Opmerkelijke familieleden:
- Hendrik VII (1274-1313) - keizer van het Heilige Roomse Rijk.
- Jan van Luxemburg (1296-1346) - zoon van Hendrik VII, koning van Bohemen.
- Karel IV (1316-1378) - zoon van Jan, keizer van het Heilige Roomse Rijk, koning van Bohemen.
- Wenceslaus (1361-1419) - zoon van Karel IV, koning van Duitsland (Heilige Roomse Rijk), koning van Bohemen.
- Sigismund (1368-1437) - zoon van Karel IV, keizer van het Heilige Roomse Rijk, koning van Bohemen, koning van Hongarije, koning van Kroatië.
- Elizabeth II (1409-1442) - dochter van Sigismund, vrouw van Albrecht II van Habsburg, keizer van het Heilige Roomse Rijk.